# Контерс-ім-Преттігау
Контерс-ім-Преттігау (нім. Conters im Prättigau) — громада  в Швейцарії в кантоні Граубюнден, регіон Преттігау/Давос.

## Географія
Громада розташована на відстані близько 180 км на схід від Берна, 21 км на схід від Кура.
Контерс-ім-Преттігау має площу 18,4 км², з яких на 1% дозволяється будівництво (житлове та будівництво доріг), 46% використовуються в сільськогосподарських цілях, 45,1% зайнято лісами, 7,9% не є продуктивними (річки, льодовики або гори).

## Демографія
2019 року в громаді мешкало 222 особи (-5,9% порівняно з 2010 роком), іноземців було 4,1%. Густота населення становила 12 осіб/км².
За віковим діапазоном населення розподілялося таким чином: 23% — особи молодші 20 років, 57,2% — особи у віці 20—64 років, 19,8% — особи у віці 65 років та старші. Було 96 помешкань (у середньому 2,3 особи в помешканні).
Із загальної кількості 98 працюючих 18 було зайнятих в первинному секторі, 15 — в обробній промисловості, 65 — в галузі послуг.